# Droga klasy D
Droga klasy D – droga dojazdowa – najniższa z klas dróg publicznych według podziału wprowadzonego przez Rozporządzenie Ministra Transportu i Gospodarki Morskiej w sprawie warunków technicznych, jakim powinny odpowiadać drogi publiczne i ich usytuowanie (Dz.U. z 2016 r. poz. 124). Rozporządzenie określa jakie wymagania techniczne i użytkowe powinna spełniać droga tej klasy. Wymagania te uzależnione są od prędkości projektowej dla danej drogi. Dla klasy D dopuszcza się jedną prędkość projektową na terenie zabudowanym: 30 km/h oraz dwie prędkości projektowe poza terenem zabudowanym: 30 i 40 km/h. Drogi klasy D mogą należeć do kategorii dróg gminnych.
| Prędkość projektowa [km/h]                                                        | Prędkość projektowa [km/h]                          | Prędkość projektowa [km/h]                          | 30                         | 40                         |
| --------------------------------------------------------------------------------- | --------------------------------------------------- | --------------------------------------------------- | -------------------------- | -------------------------- |
| Najmniejsza szerokość drogi w liniach rozgraniczających [m]                       | jednojezdniowej                                     | 2 pasy ruchu                                        | 10                         | 10                         |
| Najmniejsza szerokość drogi w liniach rozgraniczających poza terenem zabudowy [m] | jednojezdniowej                                     | 2 pasy ruchu                                        | 15                         | 15                         |
| Szerokość pasa ruchu [m]                                                          | na terenie zabudowy                                 | na terenie zabudowy                                 | 2,25 – 2,5                 | nie dopuszcza się          |
| Szerokość pasa ruchu [m]                                                          | poza terenem zabudowy                               | poza terenem zabudowy                               | 2,5 – 2,75                 | 2,5 – 2,75                 |
| Szerokość pobocza gruntowego [m]                                                  | Szerokość pobocza gruntowego [m]                    | Szerokość pobocza gruntowego [m]                    | 0,75                       | 0,75                       |
| Minimalna odległość chodnika od krawędzi jezdni [m]                               | Minimalna odległość chodnika od krawędzi jezdni [m] | Minimalna odległość chodnika od krawędzi jezdni [m] | bezpośrednio przy krawędzi | bezpośrednio przy krawędzi |
| Minimalna wysokość skrajni drogi [m]                                              | Minimalna wysokość skrajni drogi [m]                | Minimalna wysokość skrajni drogi [m]                | 4,5                        | 4,5                        |